# London Fletcher
London Levi Fletcher-Baker (Cleveland, 19 maggio 1975) è un ex giocatore di football americano statunitense che ha giocato nel ruolo di inside linebacker nella National Football League (NFL). Dopo non essere stato scelto nel Draft NFL 1998 firmò coi St. Louis Rams. Al college giocò a football alla John Carroll University.
Fletcher nel corso di sedici anni di carriera non ha saltato una sola partita ed è il giocatore ad aver messo a segno più tackle di tutta la lega nel decennio 2000-2009.

## Carriera professionistica

### St. Louis Rams
Fletcher firmò coi St. Louis Rams in qualità di free agent il 28 aprile 1998. London disputò tutte le 16 partite della sua stagione da rookie a fine anno fu premiato come miglior debuttante dei Rams.
Nel 1999, Fletcher guidò i Rams in tackle dopo essersi guadagnato il ruolo middle linebacker titolare durante il training camp. I suoi 138 placcaggi furono il massimo per un giocatore dei Rams dopo i 149 messi a segno da Roman Phifernel 1995. A fine anno partì come linebacker titolare per i Rams guidati da Kurt Warner nel Super Bowl XXXIV, vinto contro i Tennessee Titans 23-16. Nel 2000, Fletcher guidò ancora la squadra con 193 tackle, eclissando il record di franchigia di 185 stabilito da Jim Collins nel 1984. Fletcher vinse il titolo di miglior difensore della NFC della settimana per la prima volta in carriera dopo aver totalizzato 14 tackle (9 solitari) e due sack (record in carriera eguagliato) contro i Minnesota Vikings il 10 novembre. Nel corso della stagione stabilì i propri primati in carriera in sack (5,5), intercetti (4) e pressioni sul quarterback (9), oltre a un fumble forzato.
Nel 2001, Fletcher vinse due volte il premio di miglior difensore della NFC della settimana. Nella gara contro i San Francisco 49ers del 23 settembre guidò la squadra con un primato personale di 21 tackle, di cui 15 solitari. La seconda volta dopo una grande prestazione contro i New England Patriots il 18 novembre quando guidò la squadra con 17 tackle, un passaggio deviato, un fumble forzato e un intercetto su Tom Brady ritornato per 18 yard. I Rams a fine stagione raggiunsero nuovamente il Super Bowl XXXVI ma furono sconfitti dai Patriots 20–17 dopo che il kicker Adam Vinatieri segnò da 48 yard il field goal della vittoria mentre il tempo stava scadendo.

### Buffalo Bills
Fletcher firmò coi Buffalo Bills in qualità di unrestricted free agent il 7 marzo 2002. Nella stagione 2002, la prima coi Bills, Fletcher stabilì il proprio record in carriera e il primato di franchigia dei Bills con 209 tackle, superando i 206 messi a segno da Chris Spielman nel 1996. Da quell'annata, Fletcher giocò sempre come titolarte tutte le gare di Buffalo fino al 2006. Il 10 settembre 2006, nella prima gara di stagione regolare, Fletcher segnò il suo primo touchdown in carriera dopo aver recuperato un fumble di Tom Brady ritornandolo per cinque yard dopo soli 12 secondi dall'inizio della partita.

### Washington Redskins

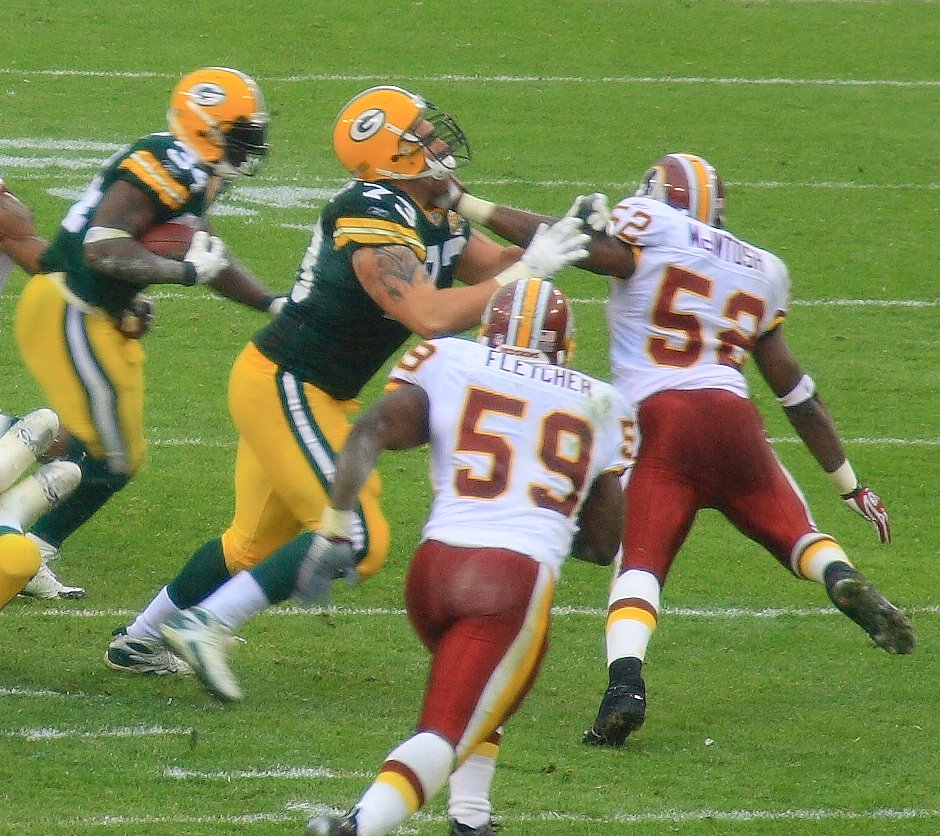
Fletcher (numero 59) nella stagione 2007.

Il 2 marzo 2007, Fletcher firmò coi Washington Redskins un contratto quinquennale del valore di 25 milioni di dollari, divenendo immediatamente il middle linebacker titolare della squadra. Nella sua prima stagione con la franchigia della capitale fu nominato co-vincitore del B.J. Blanchard Award, un premio assegnato annualmente a un giocatore dei Redskins player che ha collaborato nel migliore dei modi coi media locali, insieme al quarterback Jason Campbell. Nella stagione 2008, Fletcher fu nominato co-capitano difensivo della squadra.
Fletcher dopo la stagione 2009 fu convocato per il suo primo Pro Bowl dopo che Jonathan Vilma dei New Orleans Saints si qualificò per il Super Bowl XLIV, la prima convocazione della sua carriera.

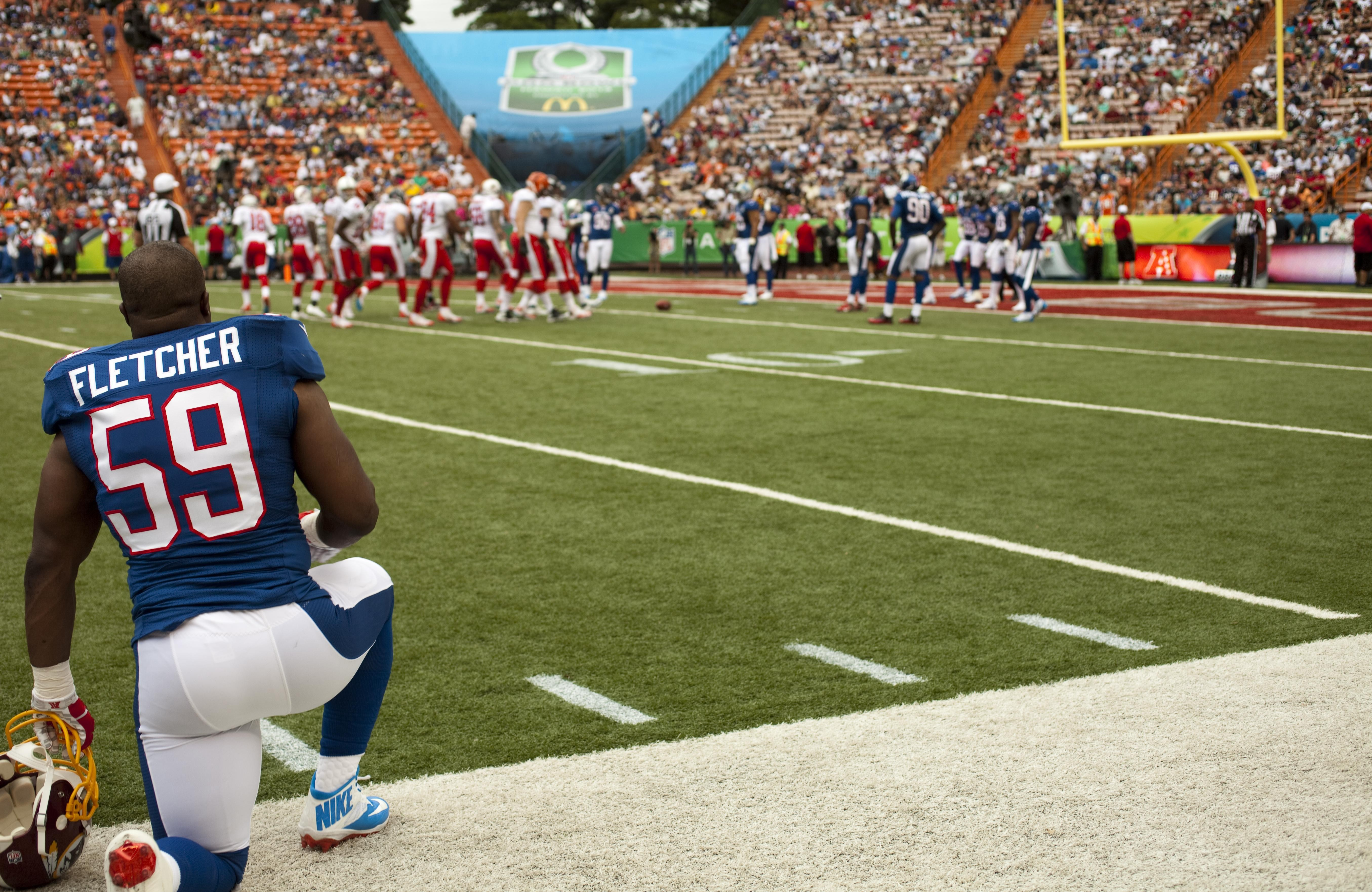
Fletcher nel Pro Bowl 2013.

Dopo che i Redskins passarono a uno schema difensivo di tipo 3-4, Fletcher passò dal ruolo di middle linebacker a quello di inside linebacker per la stagione 2010. A fine stagione fu convocato per il suo secondo Pro Bowl consecutivo, dove un suo intercetto permise di segnare un touchdown alla NFC.
Dopo la stagione 2011 in cui mise a segno 166 tackle totali (primo nella NFL), 1,5 sacks 2 intercetti e 8 passaggi deviati, London fu convocato per il suo terzo Pro Bowl consecutivo dopo l'infortunio di Brian Urlacher. Il giocatore fu nominato difensore dell'anno dei Redskins, inserito nel Second-Team All-Pro della NFL e classificato all'87º posto nella NFL Top 100, l'annuale classifica dei migliori cento giocatori della stagione.
Il 13 aprile 2012, Fletcher firmò un nuovo contratto biennale coi Redskins del valore di 10,75 milioni di dollari, di cui 5,25 milioni garantiti. Malgrado la sconfitta dei Redskins per 31-28 contro i St. Louis Rams nella settimana 2 della stagione 2012, Fletcher giocò una grande gara intercettando il quarterback Sam Bradford nella end zone e forzando un fumble del running back Daryl Richardson che venne recuperato da DeAngelo Hall, permettendo ai Redskinsl'ultimo tentativo per pareggiare o vincere la partita. Altri due intercetti li mise a segno nella settimana 12 su Tony Romo e nella settimana 14 su Joe Flacco, gare entrambe vinte dai Redskins. Nell'ultimo turno di campionato, i Redskins necessitavano di una vittoria sui Cowboys per accedere ai playoff. London mise a segnò due sack su Tony Romo e Washington conquistò il suo primo titolo della NFC East Division dal 1999. Per le sue prestazioni nel mese di dicembre, in cui totalizzò in 5 partite 51 tackle, 3 tackle e 2 sack, Fletcher fu nominato difensore della NFC del mese. Nel primo turno di playoff, malgrado 15 tackle e 0,5 sack di Fletcher, i Redskins furono eliminati dai Seattle Seahawks. Il 12 gennaio 2013 fu inserito per il secondo anno consecutivo nel Second-team All-Pro e il 21 gennaio fu convocato per il quarto Pro Bowl consecutivo in sostituzione di NaVorro Bowman impegnato coi San Francisco 49ers nel Super Bowl XLVII. A fine anno fu classificato al numero 86 nella classifica dei migliori cento giocatori della stagione.
Il primo sack della stagione 2013, Fletcher lo mise a segno nella settimana 3 contro i Lions. In quella che fu la sua ultima annata come professionista terminò con 111 tackle, 2 sack e un fumble forzato. Concluse la carriera con 215 partite come titolare consecutive, un record NFL per un linebacker.

## Palmarès
- Super Bowl : 1 Vincitore del Super Bowl XXXIV
- (4) Pro Bowl (2009, 2010, 2011, 2012)
- (2) Second-team All-Pro (2011, 2012)
- Difensore della NFC del mese (dicembre 2012)

## Statistiche
| Partite totali             | 256   |
| Partite totali da titolare | 241   |
| Tackle totali              | 2.046 |
| Sack                       | 39,0  |
| Intercetti                 | 23    |
| Fumble forzati             | 20    |